# Stelis dissimulans
Stelis dissimulans är en orkidéart som beskrevs av Carlyle August Luer och Dodson. Stelis dissimulans ingår i släktet Stelis och familjen orkidéer. Inga underarter finns listade i Catalogue of Life.